# 조지프 마르코
조지프 마르코(Joseph Marco, 1988년 10월 4일 ~ )는 필리핀의 배우이자 모델이다.